# Kurt Singer
Ne doit pas être confondu avec Kurt Singer (musicologue).
Kurt Singer, né le 12 mai 1886 à Magdebourg et mort le 14 février 1962 à Athènes, est un philosophe et économiste allemand.

## Biographie
Professeur à l'université de Hambourg de 1924 à 1931, il enseigne à l'université impériale de Tokyo de 1931 à 1935.

## Œuvres
- On the Crisis of Present-day Japan, 1932
- Das Geld als Zeichen, 1920
- Platon und das Griechentum, 1920
- Platon der Gründer, 1927
- Spies and Traitors of World War II, 1946